# Olle Collberg
Olle Erik Detlof Collberg (* 28. Februar 1993 in Östersund) ist ein schwedischer Telemarker.

## Werdegang
Aufgewachsen ist Collberg auf der Insel Frösön mit langen Ski Alpinbrettern, als er zehn Jahre alt war, fing er mit dem Telemarksport an. 2005 nahm er an den Meisterschaften in Åre teil. Am 30. Januar 2010 gab er sein Debüt im Telemark-Weltcup, fuhr in der Saison nur in zwei Weltcups mit, das beendete er jeweils mit Mittelfeldergebnissen. In der Weltcupgesamtwertung belegte er den 45. Platz, im Classic den 43. Platz, im Classic Sprint den 55. Platz und im Riesenslalom den 38. Platz. In der Saison 2011 stieg er mitten in der Saison ein und nahm an vier Weltcups teil. Sein bestes Ergebnis war ein 11. Platz in Classic Sprint-Rennen in Thyon. Ansonsten erreichte er Ergebnisse um die Plätze 20 bis 17 außer beim Weltcup in Hafjell erreichte er sein schlechtes Weltcupergebnis mit Platz 34 im Classic Sprint-Rennen. In der Weltcupgesamtwertung kam er auf den 28. Platz, im Classic auf den 18. Platz, Classic Sprint und im Riesenslalom auf den 34. Platz. Er nahm zum allerersten Mal an der Juniorenweltmeisterschaften 2011 in Hafjell teil. Mit Platz fünf und sechs gelang ihm im Classic-Rennen und im Riesenslalom gute Ergebnisse. Im Classic Sprint wurde er 15. Eine Woche später nahm er an den Weltmeisterschaften 2011 im Rjukan teil. Die Weltmeisterschaften verlaufen mit einer Ausnahme mit 14. Platz im Riesenslalom nicht so gut. Im Classic wurde er 27. und im Classic Sprint 20. Bis Mitte der Saison 2012 fuhr er Rennergebnisse unter den ersten zehn ein, so wurde er zweimal 10. einmal achter und zweimal sechster. Er konnte seine gute Leistung, die er bis Mitte der Saison hatte, auch bis zum Ende der Saison halten. Beim Finale in Espot holte er sich im Classic Sprint-Rennen mit Platz vier sein bestes Saisonergebnis. In der Gesamtwertung und im Classic Sprint belegte er den 11. Platz, im Classic den 16. Platz und im Parallel-Sprint den achten Platz. Bei seinen zweiten Juniorenweltmeisterschaften 2012 in Espot holte er im Classic Sprint die Silbermedaille, im Parallel-Sprint den vierten Platz und im Classic ist Collberg nicht ins Ziel gekommen. Am 6. Januar 2013 wurde er beim FIS-Rennen in Aandalsnes Vierter. 
In der Saison 2013 fuhr er in mehreren Rennen unter den ersten zehn ein. Bei der ersten Weltcupstation in Bohinj fuhr er auf den vierten Platz. Im Gesamtweltcup und Parallelsprint belegte er den neunten Platz, Classic auf den 14. Platz, Classic auf den sechsten Platz. Bei seiner dritten Teilnahme an den Juniorenweltmeisterschaften 2013 in Chamonix-Mont-Blanc gewann er im Classic Sprint die Silbermedaille und im Classic den fünften Platz. Die Weltmeisterschaften 2013 verliefen mittelmäßig. Im Classic war Collberg nicht am Start, im Parallelsprint kam er auf den fünften Platz und Classic Sprint verpasste er mit Platz 16 die Top 15 Plätze. In der Saison 2013/14 fuhr mit Platz zwei in Geilo sein erstes Podium ein, die anderen Rennen verlaufen mittelmäßig ab und in drei Rennen ist er nicht ins Ziel gekommen. Am Ende der Saison belegte er in der Weltcupgesamtwertung den neunten Platz, im Classic den neunten Platz, Classic Sprint den 11. und im Parallelsprint den sechsten Platz. Die letzten Telemark-Juniorenweltmeisterschaft 2014 verlaufen recht ordentlich ab, den er gewann im Classic Sprint-Rennen die Bronzemedaille, im Classic und Parallelsprint für den fünften Platz ein. Zu Beginn der Saison 2014/15 fuhr Collberg in Hintertux mit Platz vier sein bestes Saisonergebnis ein. Im Rest der Saison fuhr er Mittelfeldergebnisse ein. In der Weltcupgesamtwertung belegte er den 11. Platz, im Classic den 12., Classic den zehnten Platz und im Parallelsprint den sechsten Platz. Bei seinen dritten Telemark-Weltmeisterschaft 2015 beendet er ebenfalls die Rennen im Mittelfeld.

## Erfolge

### Weltmeisterschaft
- Rjukan 2011: 14. Riesenslalom, 27. Classic, 20. Classic Sprint
- Espot 2013: DNS Classic, 5. Parallelsprint, 16. Classic Sprint
- Steamboat Springs 2015: 12. Classic, 9. Parallelsprint, 10. Classic Sprint

### Juniorenweltmeisterschaft
- Hafjell 2011: 6. Riesenslalom, 5. Classic, 15. Classic Sprint
- Espot 2012: 4. Parallel-Sprint, DNF Classic, 2. Classic Sprint
- Chamonix-Mont-Blanc 2013: 6. Classic, 2. Classic Sprint
- Geilo 2014: 5. Parallel-Sprint, 5. Classic, 3. Classic Sprint

### Weltcup
- 1 Podestplätze, davon 0 Siege:

- Weltcupplatzierungen

| Saison  | Gesamt | Riesenslalom | Classic | Classic Sprint | Parallelsprint |
| ------- | ------ | ------------ | ------- | -------------- | -------------- |
| 2010    | 45.    | 38.          | 43.     | 55.            | –              |
| 2011    | 28.    | 34.          | 18.     | 34.            | –              |
| 2012    | 11.    | –            | 16.     | 11.            | 8.             |
| 2013    | 9.     | –            | 14.     | 6.             | 9.             |
| 2013/14 | 9.     | –            | 9.      | 11.            | 6.             |
| 2014/15 | 11.    | –            | 12.     | 10.            | 11.            |